# Castillon (Kanton Terres des Luys et Coteaux du Vic-Bilh)
Castillon (oder auch inoffiziell Castillon-de-Lembeye) ist eine französische Gemeinde mit 78 Einwohnern (Stand 1. Januar 2022) im Département Pyrénées-Atlantiques in der Region Nouvelle-Aquitaine (vor 2016: Aquitanien). Die Gemeinde gehört zum Arrondissement Pau und zum Kanton Terres des Luys et Coteaux du Vic-Bilh (bis 2015: Kanton Lembeye).

## Geographie
Castillon liegt circa 40 Kilometer nordöstlich von Pau in der Region Vic-Bilh in der historischen Provinz Béarn am nordöstlichen Rand des Départements.
Umgeben wird Castillon von den Nachbargemeinden:
|           | Arricau-Bordes Séméacq-Blachon              |                |
| Gayon     | Kompassrose, die auf Nachbargemeinden zeigt |                |
| Lespielle | Escurès                                     | Corbère-Abères |

Castillon liegt im Einzugsgebiet des Flusses Adour und wird durchquert von einem seiner Nebenflüsse, dem Lées, und einem seiner Zuflüsse, dem Ruisseau de l’Engalinette. Im östlichen Teil des Gemeindegebietes strömen zwei Zuflüsse des Larcis, der Lisau und der Ruisseau de Sourvayet, durch das Gebiet der Gemeinde.

## Geschichte
Funde von geschliffenen Äxten und Reste von Werkzeugen aus Bronze lassen auf eine Besiedelung des Landstrichs auf der Anhöhe zwischen den Tälern des Lées und des Lisau bereits in der Urgeschichte schließen. An diesem Standort wurde im 11. oder 12. Jahrhundert eine wichtige Burg auf einer Motte errichtet. Während des gesamten Mittelalters war die Gemeinde Schauplatz zahlreicher Auseinandersetzungen um die Grundherrschaft.
Toponyme und Erwähnungen der Gemeinde waren:
- Castelhoo (1385, Volkszählung im Béarn) und
- Castelhon (1439, Verträge von Carresse).[3]

In der Volkszählung von 1385 wurden in Castillon 22 Haushalte gezählt und vermerkt, dass das Dorf zur Bailliage von Lembeye gehörte. Das Lehen war Vasall des Vicomtes von Béarn.

### Einwohnerentwicklung
Nach Höchstständen von über 750 Einwohnern in den 1830er und 1850er Jahren hat sich die Zahl bei kurzen Wachstumsphasen bis zur Jahrtausendwende um insgesamt rund drei Viertel reduziert. Seitdem verbleibt die Zahl zunächst auf dem Niveau zwischen 50 und 70 Einwohnern.
| Jahr      | 1962 | 1968 | 1975 | 1982 | 1990 | 1999 | 2006 | 2009 | 2022 |
| --------- | ---- | ---- | ---- | ---- | ---- | ---- | ---- | ---- | ---- |
| Einwohner | 89   | 78   | 77   | 68   | 62   | 57   | 71   | 59   | 78   |

## Sehenswürdigkeiten
- Ortskirche, gewidmet dem Apostel Simon Petrus. Sie ist eine kleine Kirche, deren Anfänge zum 14. Jahrhundert im Innenhof der mittelalterlichen Burg reichen. In der zweiten Hälfte des 19. Jahrhunderts wurden umfangreiche Umbauarbeiten durchgeführt. Das einschiffige Langhaus besitzt eine ausreichende Größe, um die Gemeinde zu empfangen. Es ist wie bei vielen Kirchen des Béarn mit einem Glockengiebel auf der Westfassade ausgestattet.[6] Der in einem schlichten Weiß gehaltene Altaraufsatz hat die Form eines Gebäudes mit Arkaden zu beiden Seiten eines Eingangsportals, der ein wenig hervortritt. Seine Archivolten ruhen auf vier Säulen korinthischer Ordnung und sein Wimperg ist mit einem Kreuz bekrönt. Die Tür des Portals ist gleichzeitig die Tür des Tabernakels. Vier kleine Türme und ein großer Turm mit spitzen Helmen überragen das „Gebäude“.[7]

## Wirtschaft und Infrastruktur

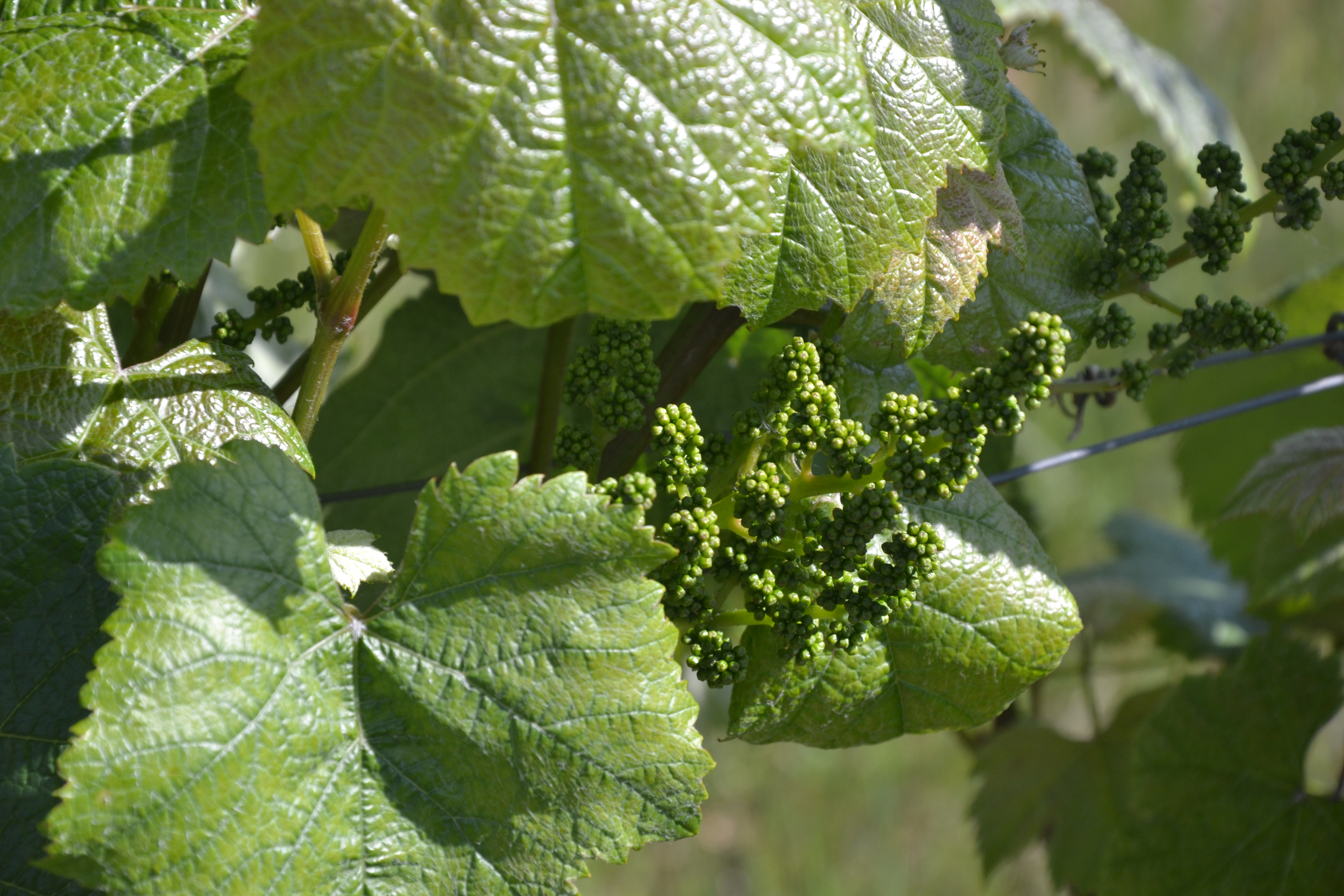
Trauben der Rebsorte Pacherenc du Vic-Bilh

Die Landwirtschaft, insbesondere der Weinbau, ist auch heutzutage der wichtigste Wirtschaftsfaktor. Castillon liegt in den Zonen AOC der Weinanbaugebiete des Béarn, Madiran und Pacherenc du Vic-Bilh.

### Sport
Auf dem sieben Hektar großen Lac de Castillon ist Fischen möglich. Der See hat eine Population von Karpfen, Rotaugen, Rotfedern, Barschen, Zandern und Welsen. Ein 1,5 km langer Spazierweg führt außerdem rund um den See.

### Verkehr
Die Gemeinde wird durchquert von den Routes départementales 13, 228 und 298.